# Clifton Wrottesley

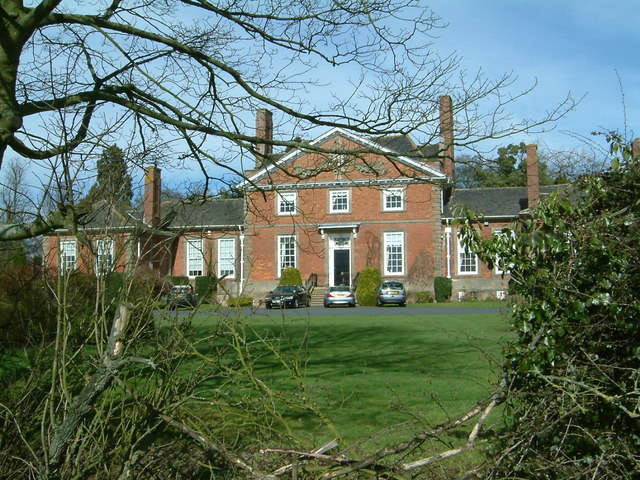
Wrottesley Hall, Staffordshire

Clifton Hugh Lancelot de Verdon Wrottesley (Dublin, 10 augustus 1968) is een voormalig Ierse skeletonracer.
Clifton Hugh Lancelot de Verdon Wrottesley, 6e Baron Wrottesley, is een zoon van Richard Francis Gerard Wrottesley en Georgina Anne Clifton. In 2001 huwde hij met Sascha Schwarzenbach. Het echtpaar heeft vier kinderen. Hij volgde in 1977 zijn vader op als baron.
Zijn opleiding verkreeg hij aan Eton College en de Koninklijke Militaire Academie Sandhurst. Hij was kapitein bij de Grenadier Guards tot 1995. Daarna was hij werkzaam als investeringsmakelaar.
Zijn internationale debuut kwam op de leeftijd van 32 jaar, in de America's Cup van november 2000 in het Canadese Calgary, waar hij de 12e plaats behaalde. In 2001 nam hij deel aan de Wereldkampioenschappen Skeleton in Calgary, waar hij op de 24e plaats eindigde. In 2002 deed Wrottesley mee aan de Olympische Winterspelen in Salt Lake City. Hij eindigde hier op de vierde plaats. Na het seizoen 2005-06 beëindigde hij zijn sportcarrière.
Op de Olympische Winterspelen van 2006 in Turijn was hij Chef de Mission van het Ierse  Olympische team.